# Coco Jr.
Coco Jr. of Kid Coco, pseudoniem van Marc Michel Diericx (Gent, 11 november 1964), is een Belgisch zanger, songwriter en diskjockey.
Coco Jr. was de leadzanger van de muziekband The Dinky Toys, een Belgische popgroep in de stijl van reggae die opgericht werd in 1989 tijdens zijn dj-periode. Zijn grote doorbraak kwam er in 1991 met de single "My day Will come".
In 1998 trouwde Coco Jr. met Geena Lisa Peeters. Op 8 januari 2008 maakten ze hun scheiding bekend. Samen kregen ze twee zonen.

## Biografie
Van 1991 tot 1995 was hij de frontzanger van The Dinky Toys en had hij hits zoals I can't keep my hands off you en Declaración de amor. In het 1995 verliet Coco The Dinky Toys. In 1997 trok hij naar Jamaica om zijn eerste en enige solo-cd Acting Like Glass op te nemen, maar niet meer onder de naam "Kid Coco" maar wel als "Coco Jr."

## Carrière
In 2011 had Coco nog een kleine hit met de nieuwe versie van Declaración de amor, samen met de oorspronkelijke zangeres Bea Luna.
In 2017 maakten The Dinky Toys hun comeback. De laatste jaren treedt hij vooral op met zijn covergroepen: Coco Jr. & The All Stars, Truephonic en The Kings of Pop.
In 2018 was hij een van de zangers in het VTM-programma Liefde voor muziek.
In 2021 zong hij in de VTM-reeks The Best Of (aflevering "The Best of Natalia").